# Rio Cernat (Durbav)
O Rio Cernat (Durbav) é um rio da Romênia, afluente do Durbav, localizado no distrito de Braşov.